# Helmut Eichmeyer
Helmut Eichmeyer (* 31. Januar 1926 in Clausthal-Zellerfeld; † 20. November 2013) war ein deutscher Montanwissenschaftler und Hochschullehrer.

## Leben
Helmut Eichmeyer studierte Bergbau an der Bergakademie Clausthal. Nach Abschluss des Studiums als Dipl.-Ing. und einer Tätigkeit als Bergbaubeflissener im Erzbergwerk Rammelsberg trat er in leitende Funktionen bei der Preussag-Metall AG ein. Zum 1. Oktober 1969 nahm er einen Ruf an die Technische Universität Berlin als ordentlicher Professor für Bergbaukunde an. In der akademischen Selbstverwaltung bekleidete über mehrere Wahlperioden die Ämter des Institutsdirektors, Prodekans und Dekans. Von 1970 bis 1974 und 1982 bis 1984 war er 1. Vizepräsident der TU. Zum 1. April 1992 wurde er emeritiert. Sein Forschungsschwerpunkt war Rohstoffgewinnung unter Tage unter besonderer Berücksichtigung von Arbeitssicherheit, Automatisierung und Kommunikation.
Eichmeyer war Gründungsdekan der Fakultät 4, Umweltwissenschaften und Verfahrenstechnik, der Brandenburgischen Technischen Universität Cottbus. Zudem galt sein Engagement dem Aufbau einer bergmännischen Ausbildung in Ghana und Simbabwe. Er war Herausgeber von Neuwertwirtschaft, eine Perspektive für Wirtschaft und Ökologie.

## Auszeichnungen
- Dr. Sc. H.c.
- GDMB Dankmedaille, 2008[1]
- Ehrensenator der BTU Cottbus